# Grosser Kitz Berg
Grosser Kitz Berg är ett berg i Österrike.   Det ligger i distriktet Wiener Neustadt-Land och förbundslandet Niederösterreich, i den östra delen av landet, 50 km sydväst om huvudstaden Wien. Toppen på Grosser Kitz Berg är 497 meter över havet, eller 7 meter över den omgivande terrängen. Bredden vid basen är 0,15 km.
Terrängen runt Grosser Kitz Berg är kuperad. Närmaste större samhälle är Berndorf, 11,6 km öster om Grosser Kitz Berg. 
I omgivningarna runt Grosser Kitz Berg växer i huvudsak blandskog. Runt Grosser Kitz Berg är det ganska tätbefolkat, med 75 invånare per kvadratkilometer.